# Relations entre l'Espagne et la Lettonie
Les relations Lettonie-Espagne sont les relations bilatérales et diplomatiques entre la Lettonie et l' Espagne . Les relations sont basées sur l'adhésion des pays à l' Union européenne et à l' OTAN .

## Installations
La Lettonie a une ambassade à Madrid  et des consulats à Barcelone, Bilbao, Marbella, Séville et Valence . La représentation officielle de l'Espagne en Lettonie est limitée au bureau de l'ambassade à Riga.

## Relations diplomatiques
Les relations historiques entre l'Espagne et la Lettonie ont commencé pendant la  premiere période d'indépendance  de la Lettonie et ont été rétablies en octobre 1991.
Depuis l'entrée de la Lettonie dans l'UE et l'OTAN, les relations avec l'Espagne ont connu des évolutions positives, notamment l'ouverture de l'ambassade d'Espagne à Riga en 2004 et la représentation diplomatique de la Lettonie à Madrid.
En 2009, des représentants lettons ont visité l'État des rois d'Espagne, ce qui a abouti à cette première étape d'approche bilatérale.

## La coopération
Alors que la Lettonie n'est pas soumise à l'aide publique au développement espagnole, la coopération dans le domaine culturel et éducatif s'evolue. Plusieurs universités espagnoles ont signé des accords avec leurs homologues en Lettonie et le nombre d'étudiants Erasmus en Espagne continue  a augmenter. L'AECID finance deux lectorats dans chaque université de Riga.
Des artistes espagnols se rendent à Riga  souvent pour participer à de grands festivals de danse ou de musique, dans le cadre de la programmation culturelle de la Lettonie.
L'Académie lettone de la culture enseigne une spécialisation en langue et culture espagnoles. L'Université de Lettonie enseigne une maîtrise en études romanes, toutes deux soutenues par le programme de professeurs de l'AECID.

## Voir également
- Relations extérieures de la Lettonie
- Relations extérieures de l'Espagne
- Procédure d'adhésion de la Lettonie à l'Union européenne